# Klafter
Klafter là một đơn vị lịch sử về chiều dài, khối lượng và diện tích đã được sử dụng ở Trung Âu.

## Đơn vịchiều dài
Là một [[đơn vị đo chiều dài]], klafter được lấy từ sải tay dang rộng của một người đàn ông và theo truyền thống là khoảng 1,80 mét (m). Ví dụ ở Áo, chiều dài của nó là 1.8965 m, ở Phổ là 1,88 m. Tuy nhiên, tại Bavaria, một klafter chỉ bằng 1.751155 m, ở Hessen, nó lớn hơn đáng kể ở mức 2,50 m. Các klafter của Vienna hoặc Hạ Áo đã được điều chỉnh bởi Rudolf II là thước đo chiều dài tính đến ngày 19 tháng 8 năm 1588. Vào năm 1835, các đơn vị Thụy Sĩ được xác định bằng hệ thống số liệu, 1 klafter Thụy Sĩ (bằng 6 foot Thụy Sĩ trong đó mỗi foot bằng 0,30 m) tương ứng chính xác với 1,80 m.
Ở Aachen, Baden, Bavaria, Bohemia, Hamburg, Leipzig, Ba Lan, Trier và Zurich, klafter chính xác bằng sáu feet, nhưng ở bang Freiburg, nó đo được 10 feet.
Trong các đơn vị độ sâu hải lý, klafter tương ứng với sải.

### Đường cơ sở
Cuộc khảo sát của Áo-Hungary bắt đầu vào năm 1762 với việc xây dựng Đường cơ sở Vienna Neustadt (Wiener Neustädter Grundlinie) dài 6.410, sau đó là 5.000, klafter được biểu thị bằng 5 thanh đo có độ dài 1 klafter bằng gỗ.

## Đơn vị diện tích
Ở Áo, 1 yoke (Joch, với kích thước của các trường được đo) bằng 1.600 klafter vuông với các cạnh có kích thước 8 x 200 klafter, do đó tương ứng với khoảng 5,754 mét vuông và 0,575 ha. 1 klafter (Viên) tương đương với 3,5979 mét vuông.
Trong Thung lũng Chur Rhine của Thụy Sĩ và Prättigau, đồng cỏ được đo bằng klafter.
Trong Công quốc Liechtenstein liền kề, klafter vuông vẫn được sử dụng ngày nay để đo diện tích đất. 1 m² bằng 0,27804 klafter vuông, 1 klafter vuông bằng 3,59665 mét vuông. Do đó, klafter là một đơn vị chiều dài dài khoảng 1,8965 mét.
Ở Darmstadt, 1 klafter vuông = 100 feet vuông = 10.000 inch vuông = 6,25 mét vuông.